# 爱尔兰国徽
愛爾蘭共和國國徽是一面藍色的盾徽，中間繪有一面金色框、銀弦的凯尔特竖琴。此徽章也是英國國徽左下的組成部分，象徵北愛爾蘭。